# Пекишево (Архангельская область)
 Пекишево — деревня в Холмогорском районе Архангельской области.

## География
Находится в центральной части Архангельской области на расстоянии приблизительно 7 км на восток-северо-восток по прямой от районного центра села Холмогоры в северо-восточной части острова Куростров в пойме реки Северная Двина.

## История
Деревня была отмечена уже только на карте 1982 года. До 2022 года входила в Холмогорское сельское поселение до его упразднения.

## Население
Численность населения: 0 человек в 2002 году, 4 в 2010.